# Kościół Świętych Apostołów Piotra i Pawła w Lachowicach
Kościół pw. Świętych Apostołów Piotra i Pawła w Lachowicach – drewniany kościół parafialny parafii śś. Ap. Piotra i Pawła w Lachowicach (gmina Stryszawa, powiat suski), którego powstanie datuje się na koniec wieku XVIII (1789 – 1791). Kościół znajduje się na Szlaku Architektury Drewnianej województwa małopolskiego.
Z chwilą rozpoczęcia budowy kościoła wyburzono drewnianą kaplicę cmentarną z 1707, która została ufundowana przez Annę Małachowską – dziedziczkę Suchej Beskidzkiej. Kaplica cmentarna służyła miejscowej ludności przede wszystkim do odprawiania modłów za swoich zmarłych, gdyż cmentarz parafialny był oddalony wówczas o 10 km i mieścił się przy kościele parafialnym w Suchej. Uroczyste poświęcenie nowego kościoła miało miejsce 1 stycznia 1792.
Kościół położony jest na nieznacznym wzniesieniu nad wsią, pośród cmentarza, otoczony starymi drzewami i parkanem z belek wiązanych na zrąb, z przęsłami krytymi siodłowymi daszkami gontowymi. W ogrodzeniu trzy bramki czworoboczne konstrukcji słupowej, po bokach szalowane deskami i nakryte ostrosłupowymi dachami gontowymi. Po lewej stronie kościoła współczesna, drewniana dzwonnica. Na cmentarzu zmarli chowani są do dziś.

## Konstrukcja
Świątynia jest orientowana. Drewniana, konstrukcji zrębowej, na podmurowaniu. Drewno zapewniła inicjatorka jego budowy hrabina Teresa Pankracja Wielopolska. Kościół jest jednonawowy. Prostokątna nawa ma wymiary 12,35 × 9,85 m, węższe prezbiterium, zamknięte trzema bokami ośmioboku, odpowiednio 9,75 (wraz z apsydą) x 6,60 m. Od północy do prezbiterium przylega zakrystia. Ściany pobite od zewnątrz deskami. Nawa i prezbiterium kryte osobnymi dachami o nieznacznie załamanych połaciach, dach znad prezbiterium przedłużony nad zakrystię. Na kalenicy nawy sześcioboczna, zwężająca się ku górze wieżyczka na sygnaturkę, przechodząca w latarnię o cebulastym zwieńczeniu.
Od zachodu do nawy dobudowana jest czworoboczna wieża konstrukcji słupowej o pochyłych ścianach opartych na 4 potężnych drewnianych słupach. Ściany pokryte deskami, rozczłonkowane obiegającym wieżę daszkiem. Wieża posiada nadwieszoną izbicę szalowaną pionowo deskami ozdobnie u dołu wycinanymi, nakrytą hełmem złożonym z niskiego daszku namiotowego i wieńczącej go cebulastej bani z kulą i krzyżem.
Dachy kryte gontami, hełm wieży i wieżyczka sygnaturki – blachą. Cały kościół otoczony jest otwartymi sobotami z kruchtami od zachodu i południa, szalowanymi jedynie od zachodu, nakrytymi gontowym dachem pulpitowym wygiętym łukowato nad oknem we wschodniej ścianie zakrystii. Zadaszenie sobót jest mniej spadziste niż kościelne. Po prawej stronie – patrząc od wejścia do kościoła w stronę prezbiterium – znajdują się drewniane drzwi, łączące soboty z wnętrzem świątyni, ze starą masywną, zdobioną metalową kłódką.
Nawa i prezbiterium kryte są pozornymi sklepieniami kolebkowymi, węższymi niż obie przykrywane przestrzenie, wspierającymi się na podłużnych płatwiach. System krokwi w więźbie dachowej zdwojony (krokwie wewnętrzne, bardziej strome, obejmują łuki sklepień). Otwór tęczowy podwójny: górny mniejszy (w strefie sklepień), półkolisty z drewnianym krucyfiksem, dolny większy (w zrębie), zamknięty półkolistym profilowanym łukiem, po bokach filarki z półkolumnami dźwigające belkowanie. Od zachodu w nawie chór muzyczny wsparty na dwóch profilowanych słupach, z parapetem wybrzuszonym pośrodku ku nawie.

## Wyposażenie wnętrza kościoła

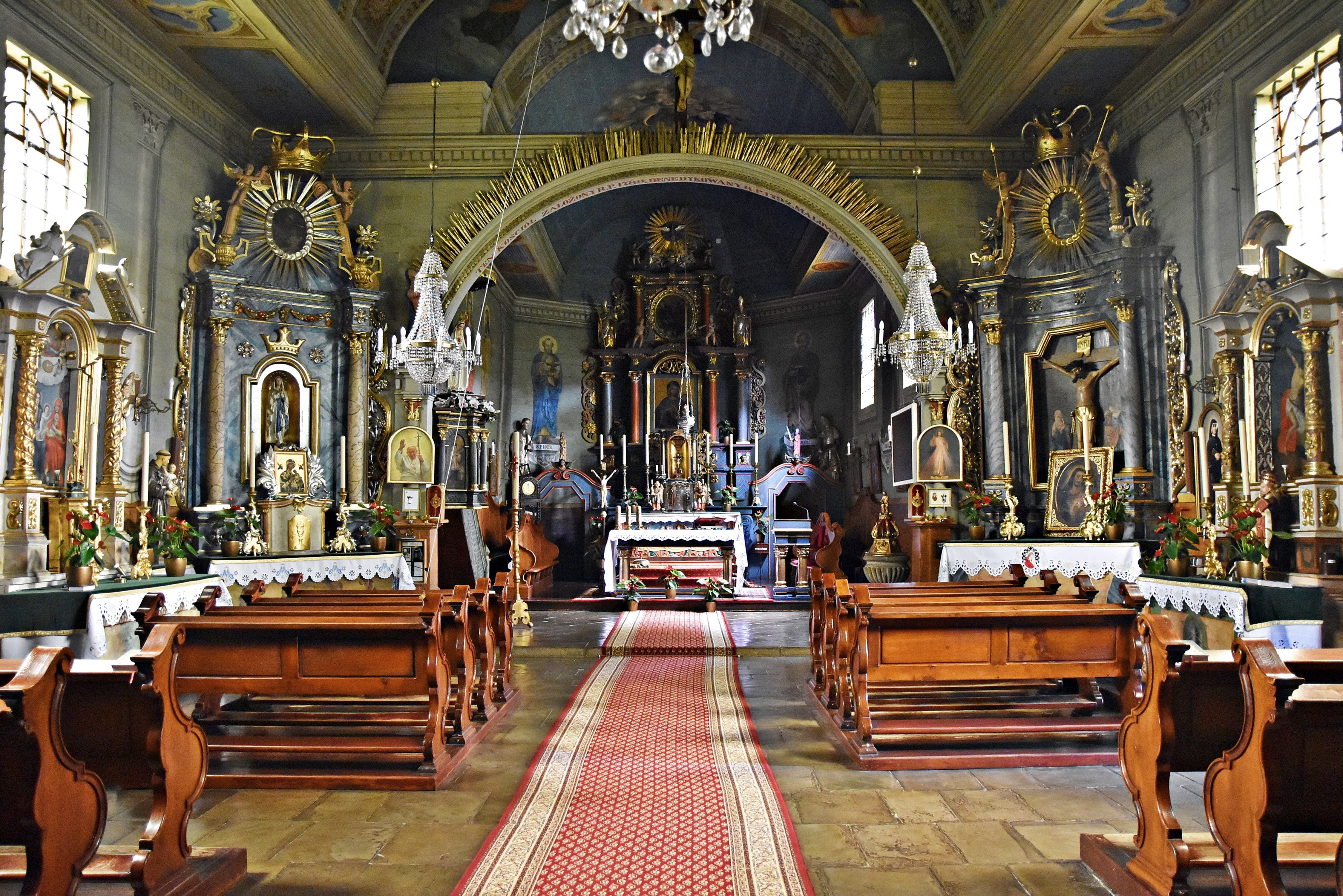
Wnętrze świątyni

Wyposażenie kościoła w większości późnobarokowe. Ołtarz główny drewniany, dwukondygnacyjny, z obrazami Matki Boskiej z Dzieciątkiem oraz św. św. Piotra i Pawła. Dwa ołtarze boczne (przy tęczy) i dwa kolejne na ścianach bocznych również w stylu późnobarokowym, zapewne z początku XIX w. Ambona drewniana z baldachimem z czterema wolutami. Na sklepieniu prezbiterium znajduje się duży obraz Niepokalanej wzorowany na słynnym obrazie hiszpańskiego mistrza Murillo. Na ścianach znajdują się postacie 12 apostołów wymalowane w 1891. Cały kościół był malowany w 1794, a potem kilka razy odnawiany, ostatni raz w 1930. Organy barokowo-klasycystyczne, wykonane w 1836 przez Marcina Gracza z Pcimia. Kamienna chrzcielnica w typie kielichowym z drewnianą pokrywą, barokowa, zapewne z ok. 1789.
Spośród obrazów największą wartość posiada namalowany na desce obraz Madonny z ołtarza głównego, który pierwotnie zdobił ściany kaplicy cmentarnej. Jest to barokowa kopia gotyckiego obrazu w typie czeskiej Madonny Dudlebskiej (w Polsce: Matki Boskiej Piekarskiej).
Z 1802 pochodzi sygnaturka odlana przez J. G. Knoblocha z Bańskiej Bystrzycy. Z pracowni tego samego rzemieślnika pochodził odlany w 1807 dzwon ufundowany przez Teresę Wielopolską, ale został on zarekwirowany przez okupanta niemieckiego w 1942. Nowe dzwony umieszczono w dzwonnicy zbudowanej obok kościoła.

## Upamiętnienie
5 marca 1974 roku Poczta Polska wydała znaczek przedstawiający kościół o nominale 4,50 zł, w ramach serii o polskim budownictwie ludowym. Autorem projektów całości serii był Franciszek Winiarski.